# Sebastián Abreu
Washington Sebastián Abreu Gallo (Minas, 17 oktober 1976) is een Uruguayaans voormalig voetballer en huidig voetbaltrainer die bij voorkeur in de aanval speelde. In juli 1996 debuteerde Abreu in het Uruguayaans voetbalelftal, waarvoor hij zeventig interlands speelde. Zijn bijnaam is El Loco (De Gek). Abreu heeft in zijn loopbaan voor 31 clubs gespeeld, een wereldrecord.

## Clubcarrière
Abreu begon zijn carrière als profvoetballer in 1994 bij Defensor Sporting, waar hij twee seizoenen bleef. Na een jaar bij het Argentijnse San Lorenzo, trok hij in 1997 naar Europa om bij het Spaanse Deportivo La Coruña te gaan spelen. Hier had Abreu weinig succes en in de jaren die volgden, speelde hij bij een lange reeks van clubs. Hij tekende in januari 2010 een tweejarig contract bij Botafogo, dat hem overnam van Aris. Sinds 2013 staat Abreu onder contract bij Club Nacional de Football. In 2015 speelt hij op huurbasis voor Sociedad Deportiva Aucas in Ecuador. Vervolgens speelde Abreu in El Salvador voor Santa Tecla en in Brazilië voor Bangu om in april 2017 terug te keren in Uruguay bij Central Español. In juni van dat jaar ging hij voor Puerto Montt in Chili spelen. Vanaf begin 2018 kwam hij uit voor Audax Italiano. Verder speelde Abreu bij Deportes Magallanes, Rio Branco, Boston River, Athletic Club-MG, Sud América en sloot zijn carrière in januari 2022 af bij Olimpia Minas.

## Interlandcarrière
In 2002 en 2010 nam Abreu met Uruguay deel aan het WK.
Tijdens de wedstrijd in de kwartfinale tegen Ghana van het WK 2010 mocht Abreu aantreden voor de beslissende penalty. De wedstrijd was daarvoor een ware thriller geweest. Sulley Muntari zorgde met een geweldige afstandsknal voor de 1-0, Diego Forlan maakte gelijk uit een mooie vrije trap en Luis Suarez kreeg rood na een handsbal op de doellijn in de laatste minuut van de wedstrijd, Asamoah Gyan miste de daaropvolgende strafschop. Na al deze dramatiek en 9 penalty’s hield ‘El Loco’ (zoals zijn bijnaam luidde) het hoofd koel en schoot hij Uruguay met een panenka naar de halve finale van het WK 2010.
Met Uruguay won ‘El Loco’ de Copa América 2011.

## Trainerscarrière
Van april 2019 tot mei 2019 was Abreu hoofdtrainer van Santa Tecla en van januari 2020 tot november 2020 hoofdtrainer van Boston River. In januari 2022 werd Abreu aangesteld als hoofdtrainer van Club Always Ready uit Bolivia. Na twee maanden werd zijn contract ontbonden. In mei ging hij het Uruguayaanse Paysandú FC in de Primera División Amateur de Uruguay (derde niveau) trainen. Vanaf 2023 traint het het Peruaanse CD Universidad César Vallejo.

## Statistieken
| Seizoen        | Club                       | Land                  | Competitie                       | Wedstrijden | Doelpunten |
| -------------- | -------------------------- | --------------------- | -------------------------------- | ----------- | ---------- |
| 1995/96        | Defensor                   | Uruguay               | Primera División                 | 24          | 12         |
| 1996/97        | San Lorenzo                | Argentinië            | Primera División                 | 29          | 13         |
| 1997/98        | Deportivo La Coruña        | Spanje                | Primera División                 | 15          | 3          |
| 1997/98        | → San Lorenzo (huur)       | Argentinië            | Primera División                 | 14          | 13         |
| 1998           | → Grêmio (huur)            | Brazilië              | Campeonato Brasileiro            | 7           | 1          |
| 1999           | → Estudiantes Tecos (huur) | Mexico                | Primera División de México       | 18          | 15         |
| 2000           | → Estudiantes Tecos (huur) | Mexico                | Primera División de México       | 17          | 14         |
| 2000/01        | → San Lorenzo (huur)       | Argentinië            | Primera División                 | 25          | 10         |
| 2001/02        | → Nacional (huur)          | Uruguay               | Primera División                 | 38          | 24         |
| 2002           | → Cruz Azul (huur)         | Mexico                | Primera División de México       | 34          | 29         |
| 2003           | → Cruz Azul (huur)         | Mexico                | Primera División de México       | 9           | 8          |
| 2003           | → Club América (huur)      | Mexico                | Primera División de México       | 16          | 3          |
| 2003           | → Nacional (huur)          | Uruguay               | Primera División                 | 18          | 16         |
| 2004           | → Estudiantes Tecos (huur) | Mexico                | Primera División de México       | 17          | 5          |
| 2004/05        | Nacional                   | Uruguay               | Primera División                 | 38          | 24         |
| 2005           | Dorados de Sinaloa         | Mexico                | Primera División de México       | 17          | 11         |
| 2006           | Dorados de Sinaloa         | Mexico                | Primera División de México       | 2           | 1          |
| 2006           | Monterrey                  | Mexico                | Primera División de México       | 16          | 8          |
| 2007           | San Luis                   | Mexico                | Primera División de México       | 14          | 6          |
| 2007           | Tigres UANL                | Mexico                | Primera División de México       | 15          | 7          |
| 2008           | → River Plate (huur)       | Argentinië            | Primera División                 | 24          | 9          |
| 2008           | Beitar Jeruzalem           | Israël                | Ligat Ha'Al                      | 0           | 0          |
| 2008           | River Plate                | Argentinië            | Primera División                 | 8           | 4          |
| 2009           | → Real Sociedad (huur)     | Spanje                | Segunda División A               | 18          | 11         |
| 2009           | Aris                       | Griekenland           | Super League                     | 8           | 3          |
| 2010           | Botafogo                   | Brazilië              | Campeonato Brasileiro            | 25          | 11         |
| 2011           | Botafogo                   | Brazilië              | Campeonato Brasileiro            | 23          | 13         |
| 2012\|Botafogo | Brazilië                   | Campeonato Brasileiro | 2                                | 0           |            |
| 2012\|Botafogo | → Figueirense (huur)       | Brazilië              | Campeonato Brasileiro            | 5           | 0          |
| 2013           | Nacional                   | Uruguay               | Primera División                 | 11          | 2          |
| 2013/14        | → Rosario Central (huur)   | Argentinië            | Primera División                 | 27          | 7          |
| 2014/15        | → Rosario Central (huur)   | Argentinië            | Primera División                 | 11          | 1          |
| 2015           | → Aucas (huur)             | Ecuador               | Campeonato Ecuatoriano de Fútbol | 10          | 4          |
| 2016           | Sol de América             | Paraguay              | Liga Paraguaya                   | 10          | 2          |
| 2016           | Santa Tecla                | El Salvador           | Primera División                 | 15          | 6          |
| 2017           | Bangu                      | Brazilië              | Campeonato Carioca               | 10          | 3          |
| 2017           | Central Español            | Uruguay               | Segunda División                 | 7           | 4          |
| 2017           | Puerto Montt               | Chili                 | Primera B                        | 13          | 11         |
| 2018           | Audax Italiano             | Chili                 | Primera División                 | 10          | 0          |
| 2018           | Deportes Magallanes        | Chili                 | Primera B                        | 9           | 3          |
| 2019           | Rio Branco                 | Brazilië              | Campeonato Capixaba              | 0           | 0          |
| 2019           | Boston River               | Uruguay               | Primera División                 |             |            |
| Totaal         | Totaal                     | Totaal                | Totaal                           | 574         | 322        |

## Erelijst
Als speler
 San Lorenzo
- Primera División: 2001 Clausura

 Nacional
- Primera División: 2001 Clausura/Uruguayo, 2003 Apertura, 2004 Apertura, 2005 Uruguayo

 River Plate
- Primera División: 2008 Clausura

 Botafogo
- Campeonato Carioca: 2010
- Taça Guanabara: 2010
- Taça Rio: 2010, 2012

 Santa Tecla
- Primera División: 2016 Apertura

 Uruguay
- Copa América: 2011

Als trainer
 Santa Tecla
- Copa El Salvador: 2018/19